# Le Voyage de la peur
Pour les articles homonymes, voir Le Voyage de la peur (homonymie).
Pour plus de détails, voir Fiche technique et Distribution.
Le Voyage de la peur (titre original : The Hitch-Hiker) est un film noir américain réalisé par Ida Lupino, sorti en 1953.
Premier film noir dirigé par une femme, le film est écrit par Robert L. Joseph, Ida Lupino et Collier Young (en). Le scénariste Daniel Mainwaring participa à l'écriture du scénario mais, mis sur liste noire par MacCarthy, il n'est pas crédité au générique. 
Le Voyage de la peur est inscrit depuis 1998 au National Film Registry pour être conservé à la Bibliothèque du Congrès des États-Unis « pour tous les temps en raison de son importance culturelle, historique ou esthétique ».

## Genèse
L'histoire est fondée sur des faits réels : la réalisatrice Ida Lupino rencontra plusieurs victimes du criminel Billy Cook (en) (1928-1952), qui tua six personnes, et dont le film s'inspire.

## Synopsis
Un tueur hante les routes désertiques en se faisant passer pour un auto-stoppeur auprès des rares voitures qui croisent son chemin.
Bientôt traqué, il se résout à fuir en menaçant deux pêcheurs qui le conduisent jusqu'au Mexique. Contraints par le porteur du revolver, les deux hommes ne parviennent pas à se libérer de son joug.

## Fiche technique
- Titre original : The Hitch-Hiker

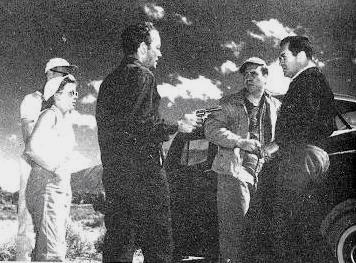
Photographie promotionnelle pour le film.

- Titre français : Le Voyage de la peur
- Réalisation : Ida Lupino
- Scénario : Robert L. Joseph, Ida Lupino, Daniel Mainwaring (non crédité), Collier Young
- Musique : Leith Stevens
- Directeurs artistiques : Albert S. D'Agostino, Walter E. Kelley
- Décors : Darrell Silvera, Harley Miller
- Photographie : Nicholas Musuraca
- Son : Roy Meadows, Clem Portman
- Montage : Douglas Stewart
- Producteur : Collier Young
- Pays de production :  États-Unis
- Langue : anglais
- Genre : Film policier, Thriller, Film noir
- Durée : 71 minutes
- Dates de sortie : 
  - États-Unis : 30 mars 1953
  - France : 16 octobre 1953

## Distribution
- Edmond O'Brien : Roy Collins
- Frank Lovejoy : Gilbert Bowen
- William Talman : Emmett Myers, le tueur
- José Torvay : capitaine Alvarado
- Sam Hayes : Lui-même - Radio Broadcaster
- Wendell Niles : lui-même
- Jean Del Val : Inspecteur Général
- Clark Howat : agent gouvernemental
- Natividad Vacio : José

Acteurs non crédités
- Gordon Barnes : Hendrickson
- Rodney Bell : William Johnson
- Orlando Beltran : vendeur
- Wade Crosby : Joe - Barman
- June Dinneen : serveuse
- Joe Dominguez : silhouette
- Henry A. Escalante : garde mexicain
- Al Ferrara : employé de la station service
- Taylor Flaniken : Mexican Cop
- Nacho Galindo : Jose Abarrotes, le propriétaire du magasin
- Martin Garralaga : barman
- Ed Hinton : chef de la police
- Larry Hudson : agent du FBI
- Jerry Lawrence : journaliste
- George Navarro : vendeur
- Kathy Riggins : petite fille chez Abarrotes
- Tony Roux : propriétaire de la station service
- Felipe Turich : silhouette
- Rosa Turich : femme

## À noter
- Le Voyage de la peur  est considéré comme le premier film noir américain dirigé par une femme[2].
- Si l'on excepte la petite fille entrevue dans un drugstore, aucun personnage féminin n'apparaît dans ce film, excepté la femme morte du début et la femme mexicaine de la voiture ancienne.